# Маріон Марешаль
Маріо́н Мареша́ль-Ле Пен (фр. Marion Maréchal-Le Pen; нар. 10 грудня 1989, Сен-Жермен-ан-Ле) — французька політична діячка, член Національного фронту з 2012 до 2017 року, обрана в окрузі Воклюз 2012 року.
Є онукою Жан-Марі Ле Пена і небогою Марін Ле Пен.
Вивчала право в Університеті Пантеон-Ассас.
Член Національного фронту (2008—2017).
У віці 22 років стала наймолодшим членом парламенту.
З 20 червня 2012 до 20 червня 2017 — член Виконавчого комітету Національного фронту.
Розлучена, має доньку.